# تیغ‌پشت حشره‌خوار تالازاک
تیغ‌پشت حشره‌خوار تالازاک(نام علمی: Microgale talazaci) نام یک گونه از سرده ریزراسویی‌ها است.